# マクイルショチトル

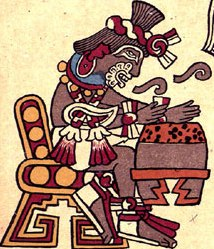
ボルジア絵文書の1の花のトレセーナの絵より、太鼓（ウェウェトル）を演奏するマクイルショチトル

マクイルショチトル（Macuilxochitl）は、アステカ神話の神。
「マクイルショチトル」とはアステカ暦の260日周期の暦であるトナルポワリの日付にもとづく名前で、ナワトル語で「5(mācuīlli)の花(xōchitl)」を意味する。
トナルポワリのうち5ではじまる日付は20種類あるが、そのうち南の方角に配当されるマクイルクェツパリン（5のトカゲ）、マクイルコスカクァウトリ（5のコンドル）、マクイルトチトリ（5のウサギ）、マクイルショチトル（5の花）、マクイルマリナリ（5の草）の5つの日付はアウィアテテオと呼ばれる神々とされる。アウィアテテオは飲酒・ギャンブル・セックスなどをやりすぎた人物に病気をもたらす。バチカン絵文書Bとボルジア絵文書では、アウィアテテオはテスカトリポカの特徴を示し、また、西に配当されたやはり5つの日付からなるシワテテオたちを配偶とする。図像上これらの神々は口の周りに指を伸ばした手の印（5を意味する）が描かれているところに特徴がある。
マクイルショチトルは宮廷人の守護神であり、またゲームと賭博、とくにパトリの神である。ディエゴ・ドゥランによると、パトリの競技者はサイコロを振るときに大声でマクイルショチトルか、あるいはプルケ（酒）の神であるオメトチトリ（2のウサギ）の名を叫んだ。
マクイルショチトルはショチピリと近い関係にあり、しばしば同一視される。ショチピリおよびマクイルショチトルに対応する女神にはショチケツァルがある。
アステカ暦において、マクイルショチトルはアステカ暦の1の花のトレセーナを司る。